# 악마 같은 여자
《악마 같은 여자》(영어: Saving Silverman 혹은 영어: Evil Woman)는 미국에서 제작된 데니스 두건 감독의 2001년 로맨틱 코미디 영화이다. 제이슨 비그스 등이 출연하였다.

## 출연
- 제이슨 비그스
- 스티브 잔
- 잭 블랙
- 어맨다 피트
- 어맨다 데트머
- R. 리 어미
- 닐 다이아몬드
- 카일 개스
- 데니스 두건

## 기타 제작진
- 공동 제작: 워런 카
- 배역: 메리 버뉴, 앤 매카시, 펄리샤 퍼사노
- 미술: 마이클 S. 볼턴
- 의상: 멀리사 토스